# Nant-le-Grand
Nant-le-Grand é uma comuna francesa na região administrativa de Grande Leste, no departamento de Meuse. Estende-se por uma área de 11,26 km². Em 2010 a comuna tinha 86 habitantes (densidade: 7,6 hab./km²).